# FonQ.nl
fonQ is een Nederlandse webwinkel met een assortiment gericht op wonen, koken & tafelen, tuin & balkon en huishouden. Het hoofdkantoor bevindt zich in Utrecht. Naast Nederland opereert het online warenhuis ook in België. In 2021 werd fonQ uitgeroepen tot Beste Webwinkel van het jaar tijdens de Shopping Awards.

## Geschiedenis
In 2003 richtte Patrick Kerssemakers het online warenhuis Voeljegezond.nl op. In 2004 nam Kerssemakers Nonplusultra.nl over, een webwinkel gespecialiseerd in design, cadeaus en gadgets. De bedrijfsnaam werd toen aangepast naar Mailorder Solutions. In 2005 werd ook Apartdesign.nl overgenomen en aan het bedrijf toegevoegd. In datzelfde jaar richtte Joost Wels fonQ.nl en enkele niche webshops op. Mailorder Solutions en fonQ.nl waren op dat moment elkaars concurrent.
In 2009 bundelden de twee bedrijfjes hun werking. Wels nam plaats als directielid binnen de organisatie van Mailorder Solutions en werd verantwoordelijk voor Business Development & Purchase. In 2010 ging de organisatie verder onder de naam fonQ. Begin 2017 nam Kerssemakers afscheid als CEO. Na een interim periode van Michel Schaeffer wordt Antoine Brouwer in 2018 CEO. In mei 2020 is Jeremiah Albinus benoemd tot CEO. Jeremiah zat in het directieteam als CMO en is vanaf 2007 werkzaam bij fonQ.

### Overname
In 2011 nam RFS Holding B.V. een meerderheidsbelang in fonQ. In 2013 werd RFS geheel eigenaar van fonQ.nl. Eind 2016 werd de overname van fonQ door AJS bekendgemaakt. Met deze overname door de investeringsmaatschappij van Ad Scheepbouwer komt fonQ in handen van de voormalig grootaandeelhouder en commissaris van RFS (Wehkamp).